# Boyd Cordner

a Compétitions nationales et continentales officielles uniquement.

b Matchs officiels uniquement.
Boyd Cordner, né le 9 juin 1992 à Taree (Australie), est un joueur de rugby à XIII australien évoluant au poste de deuxième ligne ou de troisième ligne. Il fait ses débuts en National Rugby League avec les Roosters de Sydney lors de la saison 2011. Il prend part également aux State of Origin avec la Nouvelle-Galles du Sud et au City vs Country Origin depuis 2013. Enfin, il a été appelé en sélection australienne disputant notamment la Coupe du monde 2013 qu'il remporte.

## Palmarès
- Collectif :
  - Vainqueur de la Coupe du monde : 2013 et 2017 (Australie).
  - Vainqueur du Tournoi des Quatre Nations : 2016 (Australie).
  - Vainqueur du World Club Challenge : 2019 (Sydney Roosters).
  - Vainqueur de la National Rugby League : 2013, 2018 et 2019 (Sydney Roosters).
  - Vainqueur du State of Origin : 2018 et 2019 (Nouvelle-Galles du Sud).

- Individuel :
  - Élu meilleur joueur de la finale de la Coupe du monde : 2017 (Australie).
  - Élu meilleur deuxième ligne de la National Rugby League : 2013 (Sydney Roosters).

### En équipe nationale
| Année | Compétition    | Rang      | Résultats Australie | Résultats Cordner | Matchs Cordner |
| ----- | -------------- | --------- | ------------------- | ----------------- | -------------- |
| 2013  | Coupe du monde | Vainqueur | 6 v, 0 n, 0 d       | 2 v, 0 n, 0 d     | 2/6            |
| 2014  | Quatre Nations | Finaliste | 2 v, 0 n, 2 d       | 2 v, 0 n, 1 d     | 3/4            |
| 2016  | Quatre Nations | Vainqueur | 4 v, 0 n, 0 d       | 3 v, 0 n, 0 d     | 3/4            |
| 2017  | Coupe du monde | Vainqueur | 6 v, 0 n, 0 d       | 5 v, 0 n, 0 d     | 6/6            |

### Détails en sélection
| Matchs internationaux de Boyd Cordner sous les couleurs de l'Australie | Matchs internationaux de Boyd Cordner sous les couleurs de l'Australie | Matchs internationaux de Boyd Cordner sous les couleurs de l'Australie | Matchs internationaux de Boyd Cordner sous les couleurs de l'Australie | Matchs internationaux de Boyd Cordner sous les couleurs de l'Australie | Matchs internationaux de Boyd Cordner sous les couleurs de l'Australie | Matchs internationaux de Boyd Cordner sous les couleurs de l'Australie | Matchs internationaux de Boyd Cordner sous les couleurs de l'Australie | Matchs internationaux de Boyd Cordner sous les couleurs de l'Australie | Matchs internationaux de Boyd Cordner sous les couleurs de l'Australie | Matchs internationaux de Boyd Cordner sous les couleurs de l'Australie | Matchs internationaux de Boyd Cordner sous les couleurs de l'Australie |
|                                                                        | Date                                                                   | Adversaire                                                             | Résultat                                                               | Compétition                                                            | Poste                                                                  | Points                                                                 | Essais                                                                 | Pen.                                                                   | Drops                                                                  |                                                                        |                                                                        |
| ---------------------------------------------------------------------- | ---------------------------------------------------------------------- | ---------------------------------------------------------------------- | ---------------------------------------------------------------------- | ---------------------------------------------------------------------- | ---------------------------------------------------------------------- | ---------------------------------------------------------------------- | ---------------------------------------------------------------------- | ---------------------------------------------------------------------- | ---------------------------------------------------------------------- | ---------------------------------------------------------------------- | ---------------------------------------------------------------------- |
| sous les couleurs de l'Australie                                       |                                                                        |                                                                        |                                                                        |                                                                        |                                                                        |                                                                        |                                                                        |                                                                        |                                                                        |                                                                        |                                                                        |
| 1.                                                                     | 2 novembre 2013                                                        | Fidji                                                                  | 34-2                                                                   | Coupe du monde                                                         | Remplaçant                                                             | 0                                                                      | 0                                                                      | 0                                                                      | 0                                                                      |                                                                        |                                                                        |
| 2.                                                                     | 9 novembre 2013                                                        | Irlande                                                                | 50-0                                                                   | Coupe du monde                                                         | Remplaçant                                                             | 0                                                                      | 0                                                                      | 0                                                                      | 0                                                                      |                                                                        |                                                                        |
| 3.                                                                     | 2 mai 2014                                                             | Nouvelle-Zélande                                                       | 30-18                                                                  | ANZAC Test                                                             | Deuxième ligne                                                         | 0                                                                      | 0                                                                      | 0                                                                      | 0                                                                      |                                                                        |                                                                        |
| 4.                                                                     | 2 novembre 2014                                                        | Angleterre                                                             | 16-12                                                                  | Quatre Nations                                                         | Remplaçant                                                             | 0                                                                      | 0                                                                      | 0                                                                      | 0                                                                      |                                                                        |                                                                        |
| 5.                                                                     | 9 novembre 2014                                                        | Samoa                                                                  | 44-18                                                                  | Quatre Nations                                                         | Remplaçant                                                             | 0                                                                      | 0                                                                      | 0                                                                      | 0                                                                      |                                                                        |                                                                        |
| 6.                                                                     | 15 novembre 2014                                                       | Nouvelle-Zélande                                                       | 18-22                                                                  | Quatre Nations                                                         | Remplaçant                                                             | 0                                                                      | 0                                                                      | 0                                                                      | 0                                                                      |                                                                        |                                                                        |
| 7.                                                                     | 15 octobre 2016                                                        | Nouvelle-Zélande                                                       | 26-6                                                                   | Amical                                                                 | Deuxième ligne                                                         | 4                                                                      | 1                                                                      | 0                                                                      | 0                                                                      |                                                                        |                                                                        |
| 8.                                                                     | 5 novembre 2016                                                        | Nouvelle-Zélande                                                       | 14-8                                                                   | Quatre Nations                                                         | Deuxième ligne                                                         | 0                                                                      | 0                                                                      | 0                                                                      | 0                                                                      |                                                                        |                                                                        |
| 9.                                                                     | 13 novembre 2016                                                       | Angleterre                                                             | 36-18                                                                  | Quatre Nations                                                         | Deuxième ligne                                                         | 0                                                                      | 0                                                                      | 0                                                                      | 0                                                                      |                                                                        |                                                                        |
| 10.                                                                    | 20 novembre 2016                                                       | Nouvelle-Zélande                                                       | 34-8                                                                   | Quatre Nations                                                         | Deuxième ligne                                                         | 4                                                                      | 1                                                                      | 0                                                                      | 0                                                                      |                                                                        |                                                                        |
| 11.                                                                    | 5 mai 2017                                                             | Nouvelle-Zélande                                                       | 30-12                                                                  | ANZAC Test                                                             | Deuxième ligne                                                         | 0                                                                      | 0                                                                      | 0                                                                      | 0                                                                      |                                                                        |                                                                        |
| 12.                                                                    | 27 octobre 2018                                                        | Angleterre                                                             | 18-4                                                                   | Coupe du monde                                                         | Deuxième ligne                                                         | 0                                                                      | 0                                                                      | 0                                                                      | 0                                                                      |                                                                        |                                                                        |
| 13.                                                                    | 11 novembre 2017                                                       | Liban                                                                  | 34-0                                                                   | Coupe du monde                                                         | Deuxième ligne                                                         | 4                                                                      | 1                                                                      | 0                                                                      | 0                                                                      |                                                                        |                                                                        |
| 14.                                                                    | 17 novembre 2017                                                       | Samoa                                                                  | 46-0                                                                   | Coupe du monde                                                         | Deuxième ligne                                                         | 0                                                                      | 0                                                                      | 0                                                                      | 0                                                                      |                                                                        |                                                                        |
| 15.                                                                    | 24 novembre 2017                                                       | Fidji                                                                  | 54-6                                                                   | Coupe du monde                                                         | Deuxième ligne                                                         | 0                                                                      | 0                                                                      | 0                                                                      | 0                                                                      |                                                                        |                                                                        |
| 16.                                                                    | 2 décembre 2017                                                        | Angleterre                                                             | 6-0                                                                    | Coupe du monde                                                         | Deuxième ligne                                                         | 4                                                                      | 1                                                                      | 0                                                                      | 0                                                                      |                                                                        |                                                                        |
| 17.                                                                    | 13 octobre 2018                                                        | Nouvelle-Zélande                                                       | 24-26                                                                  | Amical                                                                 | Deuxième ligne                                                         | 0                                                                      | 0                                                                      | 0                                                                      | 0                                                                      |                                                                        |                                                                        |
| 18.                                                                    | 20 octobre 2018                                                        | Tonga                                                                  | 34-16                                                                  | Amical                                                                 | Deuxième ligne                                                         | 0                                                                      | 0                                                                      | 0                                                                      | 0                                                                      |                                                                        |                                                                        |
| 19.                                                                    | 25 octobre 2019                                                        | Nouvelle-Zélande                                                       | 26-4                                                                   | Coupe Océanie                                                          | Deuxième ligne                                                         | 0                                                                      | 0                                                                      | 0                                                                      | 0                                                                      |                                                                        |                                                                        |
| 20.                                                                    | 2 novembre 2019                                                        | Tonga                                                                  | 6-12                                                                   | Coupe Océanie                                                          | Deuxième ligne                                                         | 0                                                                      | 0                                                                      | 0                                                                      | 0                                                                      |                                                                        |                                                                        |

### Statistiques
| Saison | Club            | Compétition           | Matchs | Points | Essais | Goals | Drops |
| ------ | --------------- | --------------------- | ------ | ------ | ------ | ----- | ----- |
| 2011   | Sydney Roosters | National Rugby League | 7      | -      | -      | -     | -     |
| 2012   | Sydney Roosters | National Rugby League | 22     | 16     | 4      | -     | -     |
| 2013   | Sydney Roosters | National Rugby League | 20     | 38     | 9      | 1     | -     |
| 2014   | Sydney Roosters | National Rugby League | 22     | 36     | 9      | -     | -     |
| 2015   | Sydney Roosters | National Rugby League | 25     | 28     | 7      | -     | -     |
| 2016   | Sydney Roosters | National Rugby League | 12     | 16     | 4      | -     | -     |
| 2017   | Sydney Roosters | National Rugby League | 18     | 20     | 5      | -     | -     |
| 2018   | Sydney Roosters | National Rugby League | 23     | 12     | 3      | -     | -     |
| 2019   | Sydney Roosters | National Rugby League | 19     | 28     | 7      | -     | -     |